# Trichius fasciatus
Trichius fasciatus (Linnaeus, 1758) è un coleottero appartenente alla famiglia degli Scarabeidi (sottofamiglia Cetoniinae).

## Descrizione

### Adulto
T. fasciatus è un insetto di piccole dimensioni, oscillando tra i 9 e i 12 mm di lunghezza. Presenta un corpo tozzo e ovale, con le zampe relativamente lunghe. Le elitre sono relativamente corte e di colore giallo con un disegno schematico di macchie nere. Nella parte inferiore del corpo presenta una folta pubescenza.

### Larva
Le larve si presentano come vermi bianchi dalla forma a "C". Presentano la testa e le tre paia di zampe sclerificate.

## Biologia
Gli adulti iniziano a comparire a primavera, restando visibili per tutta la durata dell'estate. Sono di abitudini diurne e si possono osservare volare sui fiori, i quali costituiscono la quasi totalità della loro dieta. Le larve si sviluppano sottoterra e si nutrono di legno morto.

## Distribuzione e habitat
T. fasciatus è reperibile in tutta Europa, partendo dalla parte settentrionale della Penisola Iberica fino al Caucaso e l'Asia Minore. In Italia è presente ovunque eccezion fatta per le isole.

## Conservazione
T. fasciatus è inserito nella Lista rossa IUCN ed è descritto come specie a rischio minimo di estinzione.